# Kokkojärvi (sjö i Finland, Kajanaland, lat 65,23, long 29,45)
Kokkojärvi är en sjö som sitter ihop med Juntusjärvi i Finland. Den ligger i Suomussalmi i landskapet Kajanaland, i den nordöstra delen av landet, 600 km norr om huvudstaden Helsingfors. Kokkojärvi ligger 220 meter över havet.